# ミニカーマガジン
『ミニカーマガジン』は、ミニカーショップイケダが刊行するミニカーに主眼を置いた誌面構成の模型雑誌。

## 概要
ミニカーの愛好家を対象とした月刊誌で提携する店舗の店頭で無料配布される。国内での月刊の自動車模型の無料配布物としては現時点では最も長期間刊行される。定期購読も受け付けている。フリーペーパーでありながら、自社の扱う製品の広告媒体としてだけではなく他社製品や絶版品の記事を掲載するため、資料的な価値が高く、内容は商業誌に遜色ない内容となっている。トミカショップでは通常版と異なるトミカシリーズをメインとした写真に変更されている。
発行元のミニカーショップイケダの廃業により2021年7月号（通算322号）をもって廃刊となったが、2022年4月より株式会社国際貿易がWEBマガジンとして引き継いだ。

## 設置場所
ミニカーショップイケダ
トミカショップ大阪店
トミカショップ東京キャラクターストリート店